# Torpedo bauchotae
Torpedo bauchotae е вид хрущялна риба от семейство Torpedinidae.

## Разпространение и местообитание
Видът е разпространен във водите около Бенин, Габон, Гамбия, Гана, Гвинея, Гвинея-Бисау, Демократична република Конго, Екваториална Гвинея, Камерун, Кот д'Ивоар, Либерия, Нигерия, Сенегал, Сиера Леоне и Того.
Обитава океани и морета. Среща се на дълбочина от 10 до 300 m.

## Описание
На дължина достигат до 13,5 cm.